# Obóz pracy przymusowej w Końskich
Obóz pracy przymusowej w Końskich (niem. Zwangsarbeitslager für Juden Konskie) – obóz pracy przymusowej w Końskich na terenie Generalnego Gubernatorstwa.
Istniał w okresie od 1943 do 1944. Był przeznaczony dla ludności żydowskiej.